# Impatiens tomentosa
Impatiens tomentosa är en balsaminväxtart som beskrevs av Heyne, Robert Wight och Arn. Impatiens tomentosa ingår i släktet balsaminer, och familjen balsaminväxter. Inga underarter finns listade i Catalogue of Life.